# عیشی
مولانا عیشی یا ملا عیشی هروی (درگذشت: ۹۸۰ه‍.ق/۱۵۷۲م) فرزند عشرتی از خوشنویسان و نستعلیقنویسان صاحب‌نام و از شاعران سده دهم هجری است. برخی او را اهل هرات و بعضی وی را تبریزی دانسته‌اند.
او که بیشتر به نگارش قطعات منفرد اشتغال داشت در هرات می‌زیست و از آنجا به مشهد رفت و در کتابخانهٔ سلطان ابراهیم میرزا صفوی به امر کتابت مشغول شد. وی به همراه مولانا مالک دیلمی، محب‌علی (مسئول کتابخانه)، شاه محمود نیشابوری، و مولانا رستم علی که در ابتدا برای بهرام میرزا صفوی کار می‌کرد، مشغول نوشتن نسخه خطی هفت اورنگ جامی شد این کتاب از مشهورترین نسخه‌های خطی است و اکنون در نگارخانه فری‌یر در واشنگتن است. اتمام این کتاب با بیست و هشت مینیاتوری که دارد نه سال طول کشید.
او در رنگه‌نویسی نیز مهارت داشت و شعر نیز می‌سرود. عیشی همان جا در مشهد بود تا بسال ۹۸۰ ه‍.ق درگذشت و در آستان امام رضا دفن شد.

## اساتید
برخی او را از شاگردان مالک دیلمی دانسته‌اند و برخی عیشی را از شاگردان محمدقاسم شادیشاه ذکر کرده‌اند  و به قول مولف «گلستان هنر» به روش سلطان محمدنور می‌نوشت.

## آثار
- صفحه‌ای از یک نسخه «یوسف و زلیخا»ی جامی، با رقم: «عیشی ۹۴۴»
- شش قطعه از مرقع امیر غیب‌بیک، به قلم نیم دو دانگ و کتابت و غبار عالی و خوش، با رقم‌های: «العبد عیشی» و «کتبه عیشی» و «غائله عیشی» و «لمحرره... سنهٔ ۹۶۵».
- به چندین قطعه دیگر از او در کتاب «احوال و آثار خوشنویسان» اثر دکتر مهدی بیانی اشاره شده است.[۱]
- اثری از او مربوط به صفحه نهایی سلامان و ابسال از هفت اورنگ جامی در نگارخانه فری‌یر موجود است که رقم «کتبه العبد الفقیر عیشی بن عشرتی غفر ذنوبه و ستر عیوبه بتاریخ سنه ۹۶۸» دارد.[۷]
- آثاری از او در موزه آرمیتاژ سن‌پترزبورگ در روسیه و موزه هنرهای اسلامی مالزی موجود است.[۲]